# Acta de Fútbol de 1424
El Acta de fútbol de 1424 fue una ley escocesa del siglo XV que prohibía la práctica del fútbol medieval, antecesor del fútbol y rugby modernos.

## Historia

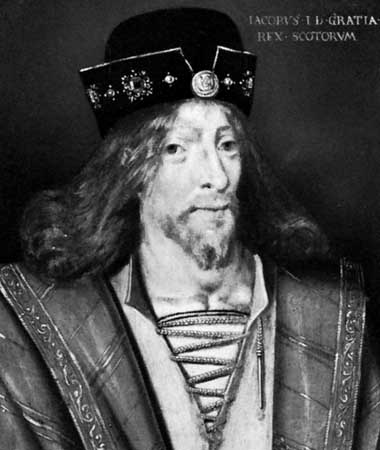
Jacobo I de Escocia

Dicha acta fue aprobada por el Parlamento de Escocia durante el reinado de Jacobo I. Se transformó en ley el 26 de mayo de 1424, uno de una serie de estatutos pasados ese día. Se tiene constancia de esto como Jacobo I. 1424 (mayo 26) c.18 en la Edición Récord de los Estatutos y como Jacobo I. Parl. 1-1424 c.17 en la Edición Duodécimo. El título del acta era "De jugar al fut bol" (en inglés, Of playing at the fut ball.)
El acta declaraba que: it is statut and the king forbiddis that na man play at the fut ball under the payne of iiij d, en otras palabras, este estatuto prohibía la práctica del fútbol y esta se sancionaba con una multa de cuatro peniques.
El acta permaneció en vigor por varios siglos, aunque de alguna forma y sin sorpresas, cayó en desuso. Fue derogada finalmente en la Revisión del Estatuto de Ley, en un acta de 1906.
Otras tres actas del siglo XV (de 1457, 1470 y 1490) prohibían explícitamente la práctica de fútbol y de golf durante las wappenschaws (congregación de soldados) para la práctica de arquería.